# Liste des automobiles Ferrari
Pour les articles homonymes, voir Ferrari.
Les automobiles Ferrari sont les voitures construites par le constructeur italien Ferrari.
Fondée en 1947 par Enzo Ferrari et basée à Maranello, dans la province de Modène, la société au « cheval cabré » a produit depuis ses débuts un grand nombre de modèles tant pour la route que pour la compétition. Grâce aux résultats obtenus par son écurie de course, la Scuderia Ferrari, dans le championnat du monde de Formule 1, auquel elle participe depuis sa création en 1950, l'image de marque des Ferrari a toujours été très élevée.
Cet article recense les différents modèles de Ferrari produits au fil des années, dans chacune des catégories.

## Modèles de route
- Ferrari 166 Sport (1947)
- Ferrari 166 Inter (1948)
- Ferrari 195 Inter (1951)
- Ferrari 212 Inter (1951)
- Ferrari 212 Export (1951)
- Ferrari 212 Inter Cabriolet (1952)
- Ferrari 212 Inter Coupé Vignale (1952)
- Ferrari 166 MM Vignale (1952)
- Ferrari 225 S Vignale (1952)
- Ferrari 340 America (1952)
- Ferrari 342 America (1952)
- Ferrari 500 Mondial (1952)
- Ferrari 625 TF (1953)
- Ferrari 340 MM (1953)
- Ferrari 375 MM Coupé (1953)
- Ferrari 250 Europa (1953)
- Ferrari 375 America (1953)
- Ferrari 410 Superamerica (1955)
- Ferrari 500 TRC (1956)
- Ferrari 250 GT Boano (1957)
- Ferrari 250 GT Ellena (1957)
- Ferrari 335 S Spider (1957)
- Ferrari 250 GT Scaglietti (1957-1959)
- Ferrari 250 GT California (1957)
- Ferrari 250 GT California Spyder (1957-1960)
- Ferrari 250 GT Coupé Pininfarina (1958-1961)
- Ferrari 250 GT Pininfarina Spider II (1959)
- Ferrari 250 GT Interim (1959)
- Ferrari 400 Superamerica Cabriolet (1959)
- Ferrari 400 Superamerica Special (1959)
- Ferrari 250 GT Berlinette « Passo corto » ou SWB (1959-1961)
- Ferrari 250 GTE (1960)
- Ferrari 400 Superamerica (1960)
- Ferrari 400 Aerodinamico (1961)
- Ferrari 250 GTO 62 (1962)
- Ferrari 330 Fantuzzi (1962)
- Ferrari 250 GT Lusso (1962-1964)
- Ferrari 250 GTL (1963)
- Ferrari 330 LMB (1963)
- Ferrari 330 Cabriolet (1963)
- Ferrari 330 GTE 2+2 (1964)
- Ferrari 250 GTO 64 (1964)
- Ferrari 500 Superfast (1964)
- Ferrari 275 GTB (1964-1966)
- Ferrari 275 GTS (1964)
- Ferrari 275 GTB C (1965)
- Ferrari 275 GTB/4 (1966)
- Ferrari 330 GTC/GTS (1966)
- Ferrari 365 California (1966)
- Ferrari 250 GTB/4 (1967)
- Ferrari 365 GTB/4 « Daytona » (1968)
- Ferrari Dino 246 (1969)
- Ferrari Dino 246 GT (1969)
- Ferrari 365 GTC (1969)
- Ferrari 365 GTS (1969)
- Ferrari 365 GTS/4 (1969)
- Ferrari Dino 246 GTC (1972)
- Ferrari Dino 246 GTS (1972)
- Ferrari 365 GTC/4 (1971)
- Ferrari 365 GT/4 2+2  (1972)
- Ferrari 308 GT/4 (1973)
- Ferrari 365 GT/4 BB (1973)
- Ferrari 365 GT4-BB (1973)
- Ferrari 208 GT/4 (1975)
- Ferrari 308 GTB (1975-1981)
- Ferrari 308 GTS (1975)
- Ferrari 308 Gr IV Michelotto
- Ferrari 512 BB (1976)
- Ferrari 400 GT (1976)
- Ferrari 400 Automatic (1976)
- Ferrari 308 GTS (1977-1980)
- Ferrari 400i (1979)
- Ferrari 400i Automatic (1979)
- Ferrari 208 GTB (1980)
- Ferrari 308 GTS (1980)
- Ferrari Mondial 8 (1980)
- Ferrari 308 GTBi (1980)
- Ferrari 308 GTSi (1980)
- Ferrari 512 BBi (1981)
- Ferrari 308 GTB Turbo (1982)
- Ferrari 308 GTS Turbo (1982)
- Ferrari 308 GTB Quattrovalvole (1982)
- Ferrari 308 GTS Quattrovalvole (1982)
- Ferrari Mondial Quattrovalvole (1982)
- Ferrari Mondial Cabriolet (1983)
- Ferrari 288 GTO (1984)
- Ferrari Testarossa (1984)
- Ferrari Mondial Quattrovalvole Cabriolet (1984)
- Ferrari 328 GTB (1985-1989)
- Ferrari 328 GTS (1985-1989)
- Ferrari Mondial 3.2 (1985)
- Ferrari 412 (1985)
- Ferrari 208 GTS (1986)
- Ferrari F40 (1987-1988)
- Ferrari 348 TS (1989-1993)
- Ferrari Mondial T (1989)
- Ferrari 348 TB (1990-1993)
- Ferrari 512 TR (1992)
- Ferrari 456 GT (1992)
- Ferrari F355 Berlinetta (1994)
- Ferrari F355 GTS (1994)
- Ferrari F512 M (1994)
- Ferrari 348 Spider (1994)
- Ferrari F50 (1995)
- Ferrari 550 Maranello (1996-2002)
- Ferrari F355 Spider (1996)
- Ferrari 456M GT (1999-2003)
- Ferrari 360 Modena (1999-2004)
- Ferrari 550 Barchetta Pininfarina (2000)
- Ferrari 360 Spider (2000-2004)
- Ferrari Enzo Ferrari (2002-2004)
- Ferrari 575M Maranello (2002-2004)
- Ferrari Challenge Stradale (2003-2004)
- Ferrari 612 Scaglietti (2004-2011)
- Ferrari F430 (2004-2009)
- Ferrari F430 Spider (2005-2009)
- Ferrari 575M Superamerica (2005)
- Ferrari 599 GTB Fiorano (2006-2012)
- Ferrari 430 Scuderia (2007-2009)
- Ferrari California (2009-2014)
- Ferrari Scuderia Spider 16M (2009)
- Ferrari 458 Italia (2009-2015)
- Ferrari 599 GTO (2010-2011)
- Ferrari 599 SA Aperta (2010)
- Ferrari FF (2011-2016)
- Ferrari 458 Italia Spider (2011-2015)
- Ferrari F12 Berlinetta (2012-2017)
- Ferrari LaFerrari (2013-2015)
- Ferrari LaFerrari Aperta (2016-2017)
- Ferrari 458 Speciale (2013-2015)
- Ferrari 458 Speciale A (2014-2015)
- Ferrari California T (2014-2017)
- Ferrari 488 GTB (2015-2019)
- Ferrari 488 Spider (2015-2019)
- Ferrari F12tdf (2015-2017)
- Ferrari GTC4Lusso et version T (2016-2022)
- Ferrari 812 Superfast (2017-2024)
- Ferrari Portofino (2017-2020)
- Ferrari 488 Pista (2018-2019)
- Ferrari 488 Pista Spider (2018-2019)
- Ferrari F8 Tributo (2019-2023)
- Ferrari SF90 Stradale (2019-)[1]
- Ferrari F8 Spider (2019-2023)
- Ferrari 812 GTS (2019-2024)
- Ferrari Roma (2020-)
- Ferrari Portofino M (2020-)
- Ferrari SF90 Spider (2020-)
- Ferrari 812 Competizione (2021-)
- Ferrari 812 Competizione A (2021-)
- Ferrari 296 GTB (2021-)[1]
- Ferrari Purosangue (2022-)
- Ferrari 296 GTS (2022-)
- Ferrari Roma Spider (2023-)
- Ferrari SF90 XX Stradale (2023-)
- Ferrari SF90 XX Spider (2023-)
- Ferrari 12Cilindri (2024-)
- Ferrari 12Cilindri Spider (2024-)
- Ferrari F80 (2025-2027)
- Ferrari 296 Speciale (2025-)
- Ferrari 296 Speciale A (2025-)
- Ferrari Amalfi (2025-)

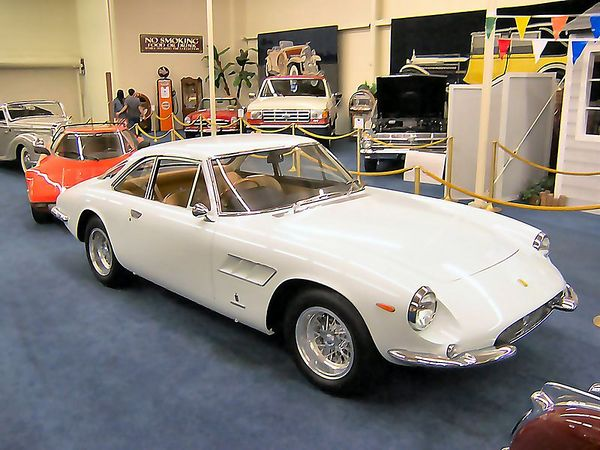
Ferrari 500 Superfast Coupe.
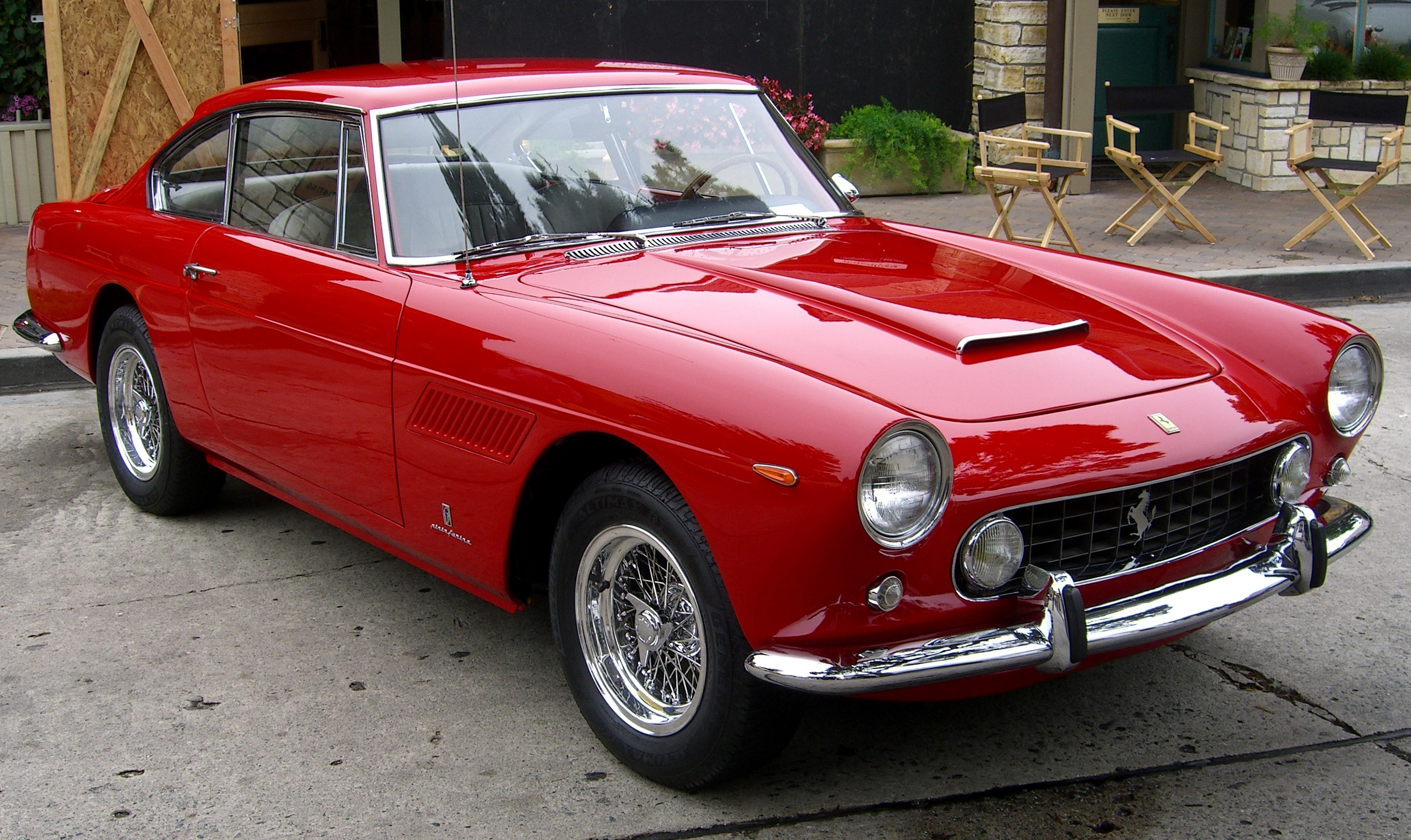
Ferrari 250 GTE.
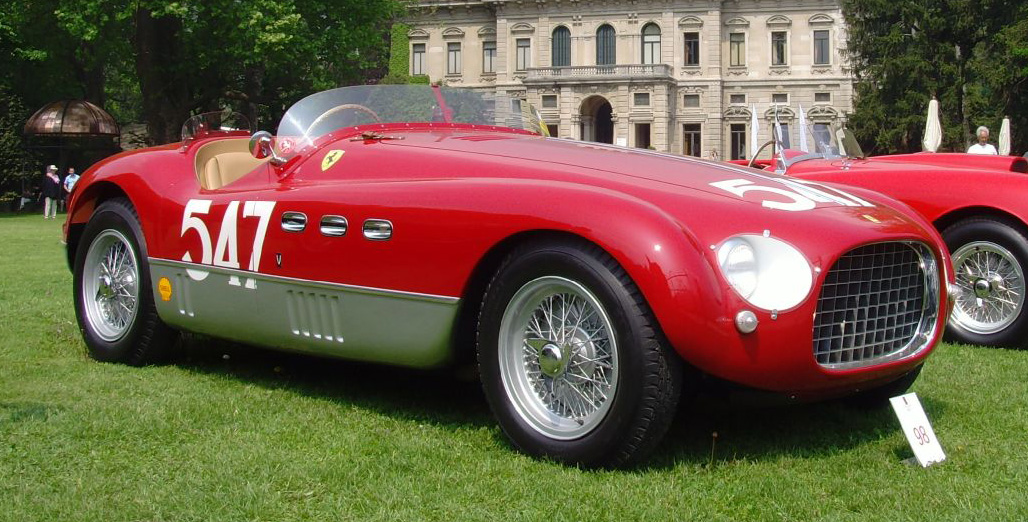
Ferrari 340 MM.
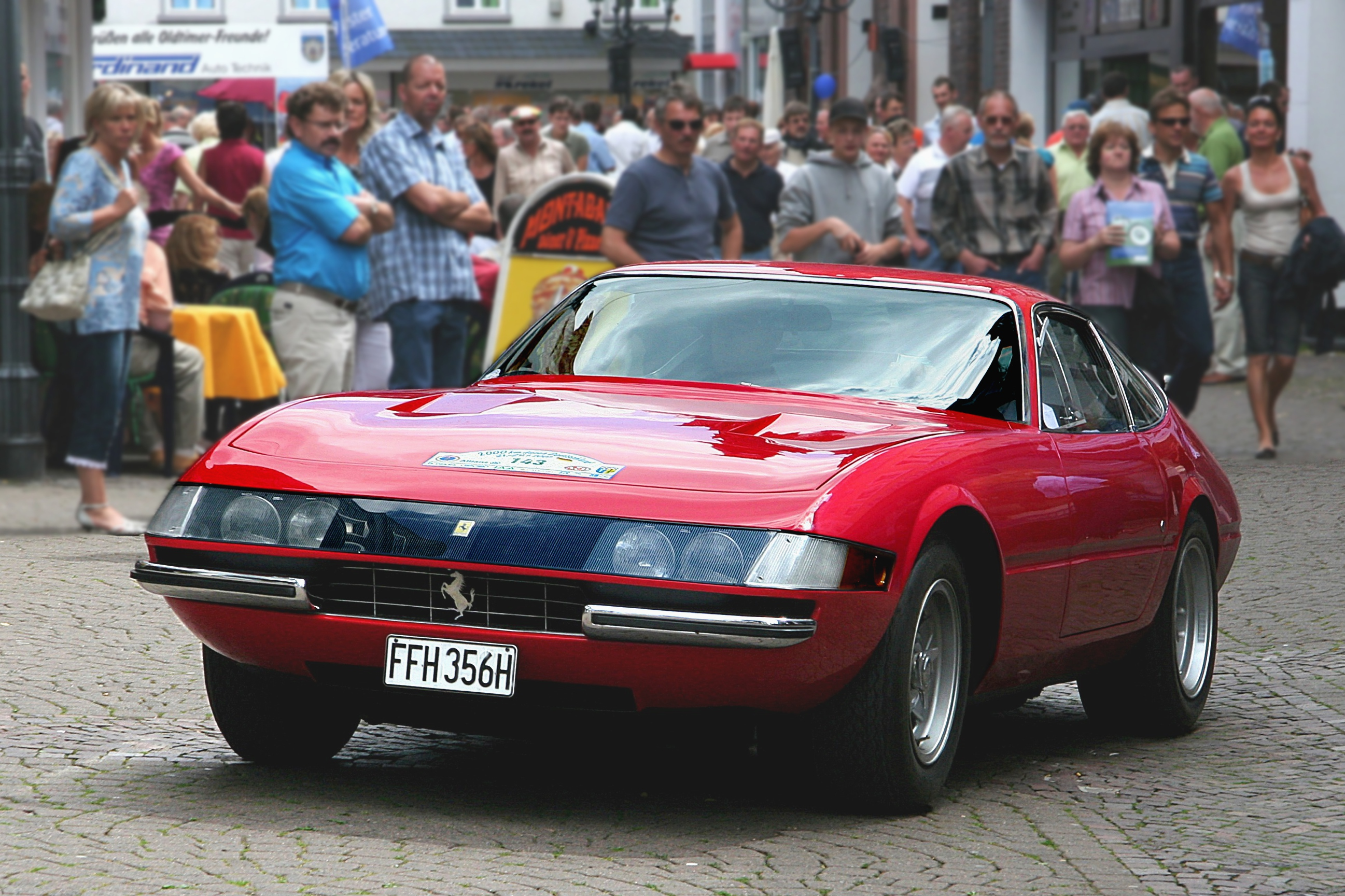
Ferrari 365 GTB/4 « Daytona » première série « plexi ».
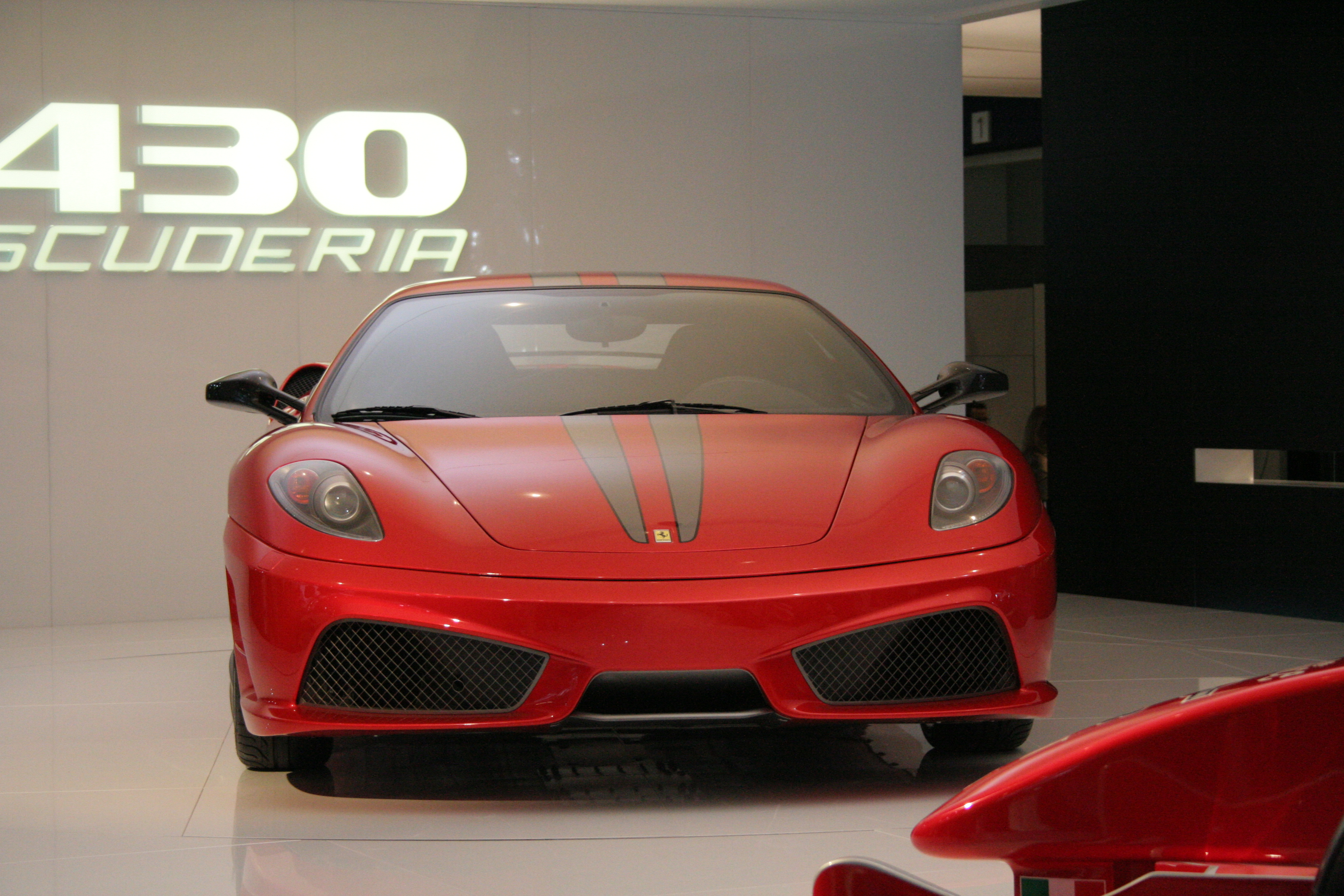
Ferrari 430 Scuderia.
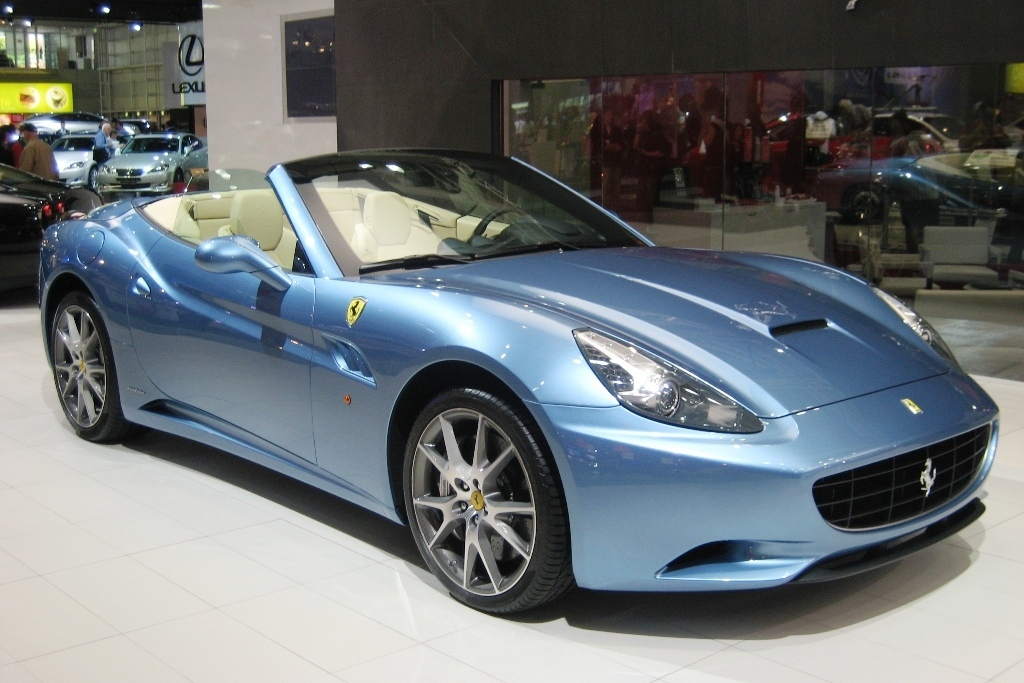
Ferrari California.

## Modèles de course
- Ferrari 815 (1940)
- Ferrari 125 C (1947)
- Ferrari 125 S (1947)
- Ferrari 159 S (1947)
- Ferrari 125 F1 (1948)
- Ferrari 166 S (1948)
- Ferrari 166 SC (1948)
- Ferrari 166 MM (1948)
- Ferrari 166 FL (1949)
- Ferrari 166 MM Berlinetta Le Mans (1950)
- Ferrari 195 S (1950)
- Ferrari 275 S (1950)
- Ferrari 225 S (1952)
- Ferrari 250 S (1952)
- Ferrari 500 F2 (1952)
- Ferrari 340 Mexico (1952)
- Ferrari 250 MM (1953)
- Ferrari 340 MM (1953)
- Ferrari 375 MM Barchetta (1953)
- Ferrari 375 MM Spider Competizione (1953)
- Ferrari 250 Monza (1954)
- Ferrari 375 Plus (1954)
- Ferrari 750 Monza (1954)
- Ferrari 250 GT Compétition (1955-1957)
- Ferrari 410 S (1955)
- Ferrari 850 Monza (1955)
- Ferrari 250 GT Tour de France (1956-1958)
- Ferrari 290 MM (1956)
- Ferrari 290 S (1956)
- Ferrari 625 LM (1956)
- Ferrari 860 Monza (1956)
- Ferrari 315 S (1957)
- Ferrari 335 S (1957)
- Ferrari 500 TR Corsa (1957)
- Ferrari 250 Testa Rossa (1958)
- Ferrari 250 Testarossa NART (1958)
- Ferrari Dino 196 S (1959)
- Ferrari Dino 206 S (1962)
- Ferrari 250 GTO (1962-1963)
- Ferrari 330 GTO (1962)
- Ferrari 330 TRI/LM (1962)
- Ferrari 250 P (1963)
- Ferrari 250 LM (1963-1965)
- Ferrari 330 P2 (1965)
- Ferrari 330 P3 (1966)
- Ferrari 330 P4 (1967)
- Ferrari 412 P (1967)
- Ferrari 312 Can-Am (1968)
- Ferrari 312 P (1969)
- Ferrari 512 S (1970)
- Ferrari 312 PB (1971)
- Ferrari 308 GR4 (1980)
- Ferrari BB 512 LM (1981)
- Ferrari 288 GTO Evoluzione (1985)
- Ferrari F40 LM ou F40 Racing (1989)
- Ferrari 308 GT/M (1990)
- Ferrari 333 SP (1993)
- Ferrari 348 Challenge (1994)
- Ferrari F50 GT (1995-1997)
- Ferrari F355 Challenge (1996)
- Ferrari 360 Modena Challenge (1999)
- Ferrari 550 GT (2001)
- Ferrari 360 GT (2002)
- Ferrari 575 GTC (2003)
- Ferrari FXX (2005)
- Ferrari F430 Challenge (2006)
- Ferrari F430 GTC (2006)
- Ferrari 599XX (2009)
- Ferrari 458 Italia GT2 (2011)
- Ferrari 458 Challenge (2011)
- Ferrari 458 Challenge Evo (2013)
- Ferrari FXX K (2014)
- Ferrari 488 GT3 (2015)
- Ferrari 488 Challenge (2016)
- Ferrari FXX K Evo (2017)
- Ferrari 488 Challenge Evo (2019)
- Ferrari 488 GT3 Evo (2020)
- Ferrari 499P (2022)
- Ferrari 296 Challenge (2023)
- Ferrari 296 GT3 (2023)
- Ferrari 499P Modificata (2023)

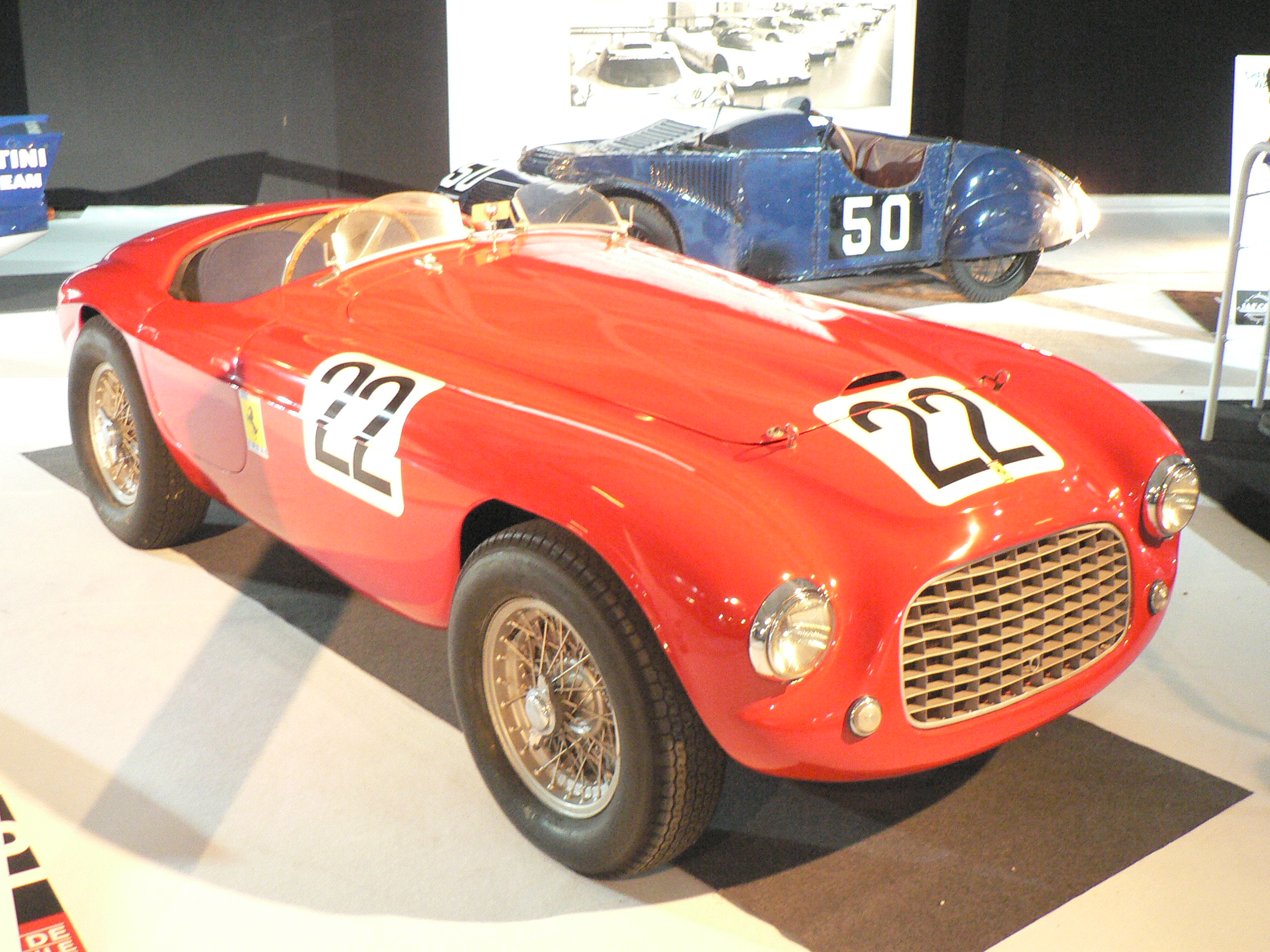
Ferrari 166 MM.
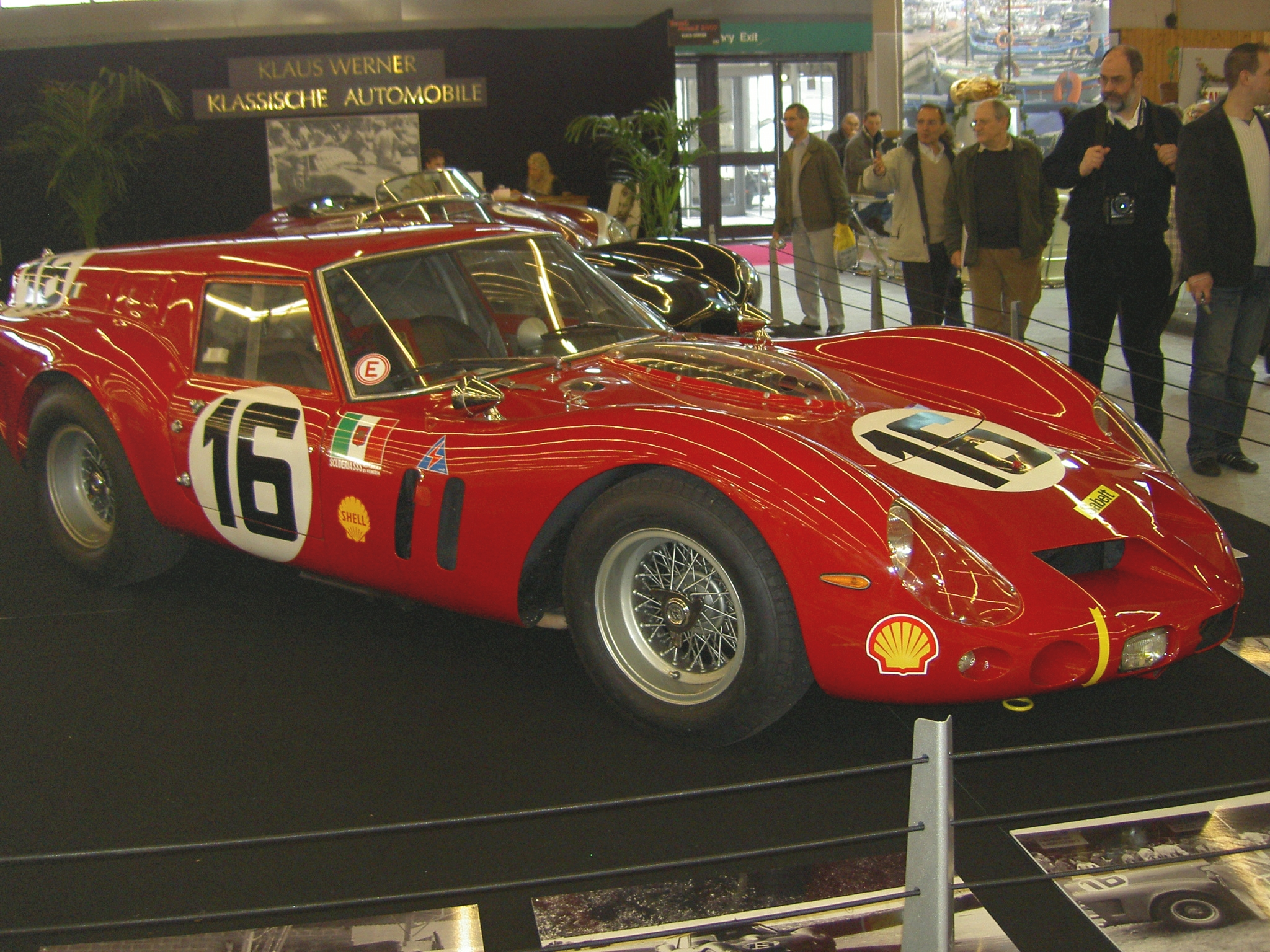
Ferrari 250 GT Breadvan.
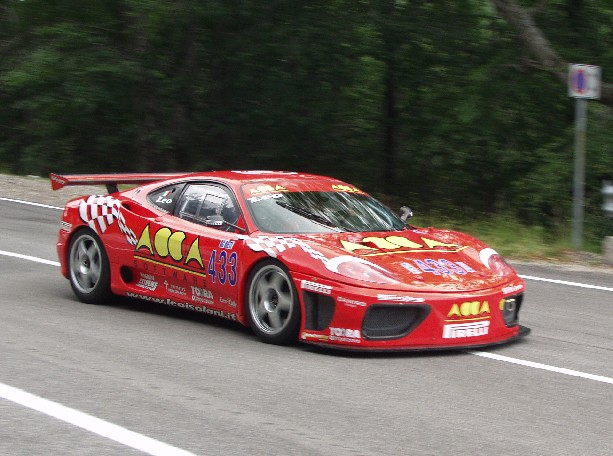
Ferrari 360 GT.

## Modèles monoplaces
- Ferrari 125 F1 (1947)
- Ferrari 275 F1 (1950)
- Ferrari 375 F1 (1951)
- Ferrari 500 F2 (1952)
- Ferrari 375 FL (1952)
- Ferrari 375 Indy (1952)
- Ferrari 553 F2 (1953)
- Ferrari 553 F1 Squalo (1954)
- Ferrari 625 F1 (1954)
- Ferrari A53 S Squalo (1955)
- Ferrari 555 Supersualo (1955)
- Ferrari 553 (1956)
- Ferrari V8 Supersqualo (1956)
- Ferrari D50 (1956)
- Ferrari Bardahl Indy (1956)
- Ferrari 801 (1957)
- Ferrari Dino 246 F1 (1958)
- Ferrari 256 F1 (1959)
- Ferrari 246P-F1 (1960)
- Ferrari 156P-F2 (1960)
- Ferrari Dino 156-F1 (1961)
- Ferrari 156 F1 / 63 (1963)
- Ferrari 158 F1 (1964)
- Ferrari 512 F1 (1965)
- Ferrari 240 Tasman (1966)
- Ferrari 312 F1 (1966)
- Ferrari 312 B (1970)
- Ferrari 312 B2 (1971)
- Ferrari 312 B3 (1973)
- Ferrari 312 B3-74 (1974)
- Ferrari 312 T (1975)
- Ferrari 312 T2 (1977)
- Ferrari 312 T3 (1978)
- Ferrari 312 T4 (1979)
- Ferrari 312 T5 (1980)
- Ferrari 126 CK (1981)
- Ferrari 126 C2 (1982)
- Ferrari 126 C2 B (1983)
- Ferrari 126 C3 (1983)
- Ferrari 126 C4 (1984)
- Ferrari 156-85 (1985)
- Ferrari F1-86 (1986)
- Ferrari F1-87 (1987)
- Ferrari F1-87/88C (1988)
- Ferrari 640 (1989)
- Ferrari 641 (1990)
- Ferrari 642 (1991)
- Ferrari 643 (1991)
- Ferrari F92 A (1992)
- Ferrari F93 A (1993)
- Ferrari 412 T1 (1994)
- Ferrari 412 T2 (1995)
- Ferrari F310 (1996)
- Ferrari F310B (1997)
- Ferrari F300 (1998)
- Ferrari F399 (1999)
- Ferrari F1-2000 (2000)
- Ferrari F2001 (2001)
- Ferrari F2002 (2002)
- Ferrari F2003-GA (2003)
- Ferrari F2004 (2004)
- Ferrari F2005 (2005)
- Ferrari 248 F1 (2006)
- Ferrari F2007 (2007)
- Ferrari F2008 (2008)
- Ferrari F60 (2009)
- Ferrari F10 (2010)
- Ferrari 150° Italia (2011)
- Ferrari F2012 (2012)
- Ferrari F138 (2013)
- Ferrari F14 T (2014)
- Ferrari SF15-T (2015)
- Ferrari SF16-H (2016)
- Ferrari SF70H (2017)
- Ferrari SF71H (2018)
- Ferrari SF90 (2019)
- Ferrari SF1000 (2020)
- Ferrari SF21 (2021)
- Ferrari F1-75 (2022)
- Ferrari SF-23 (2023)
- Ferrari SF-24 (2024)
- Ferrari SF-25 (2025)

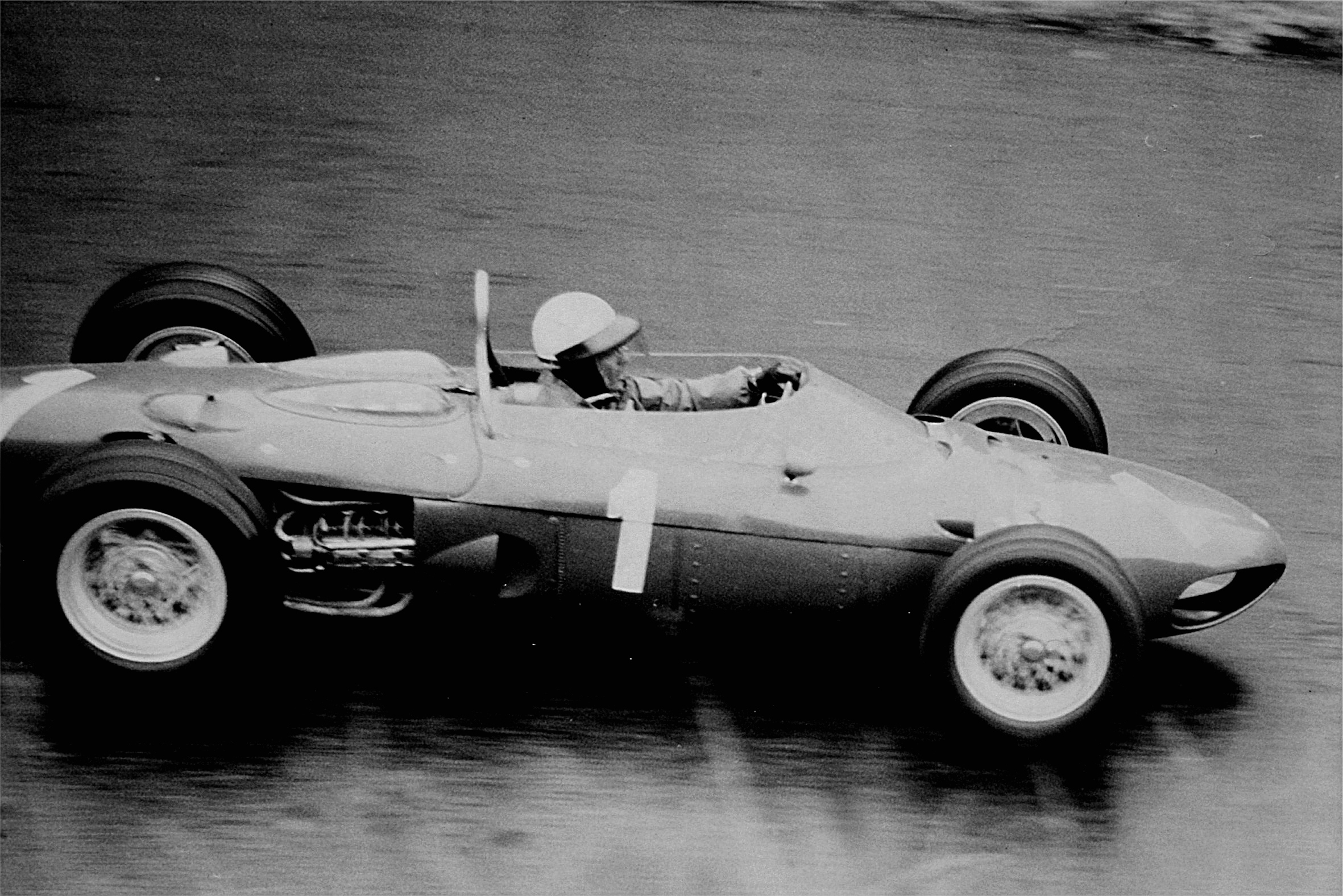
Ferrari 156 F1.
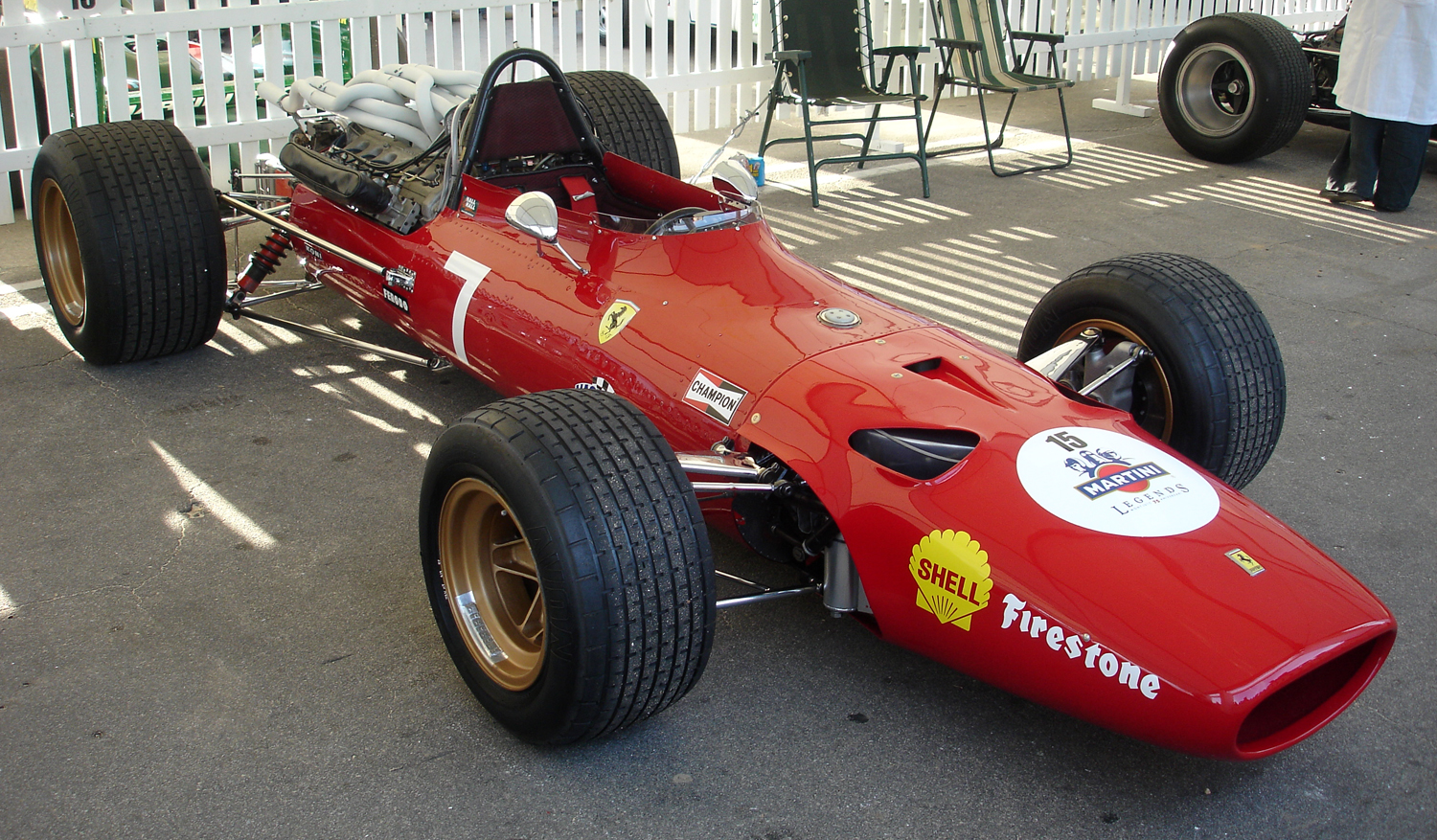
Ferrari 312.
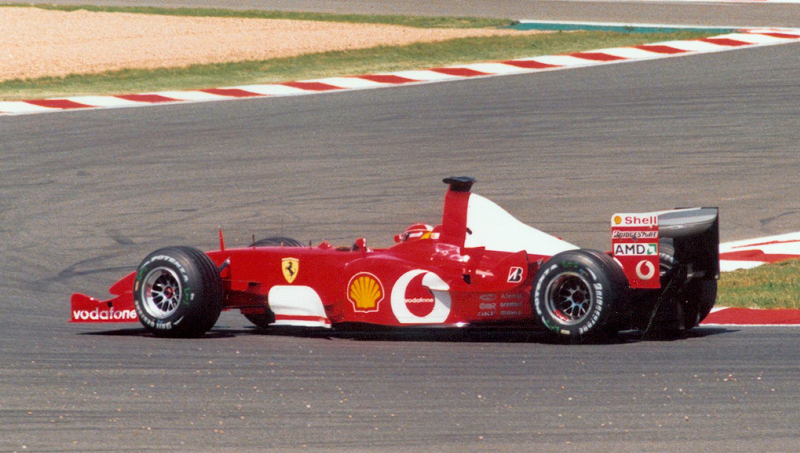
Ferrari F2002.

## Prototypes etconcept cars
- Ferrari Salon Dino Berlinetta Speciale (1965)
- Ferrari 365 P Berlinetta Speciale (1966)
- Ferrari P5 (1968)
- Ferrari P6 (1968)
- Ferrari Modulo (1970)
- Ferrari Rainbow (1976)
- Ferrari Pinin (1980)
- Ferrari 408 4RM (1987)
- Ferrari Mythos (1989)
- Ferrari Testa D’Oro (1989)
- Ferrari 456 GT Venice (1996)
- Ferrari Fioravanti F100 (1998)
- Ferrari Rossa (2000)
- Ferrari 460 GT (2003)
- Ferrari GG50 (2005)
- Ferrari Aurea (2005)
- Ferrari Ascari (2005)
- Ferrari P4/5 by Pininfarina (2006)
- Ferrari Millechili (2007)
- Ferrari Dino (2008)
- Ferrari 599 HY-KERS (2010)
- Ferrari F80 Concept (2014)
- Ferrari Manifesto (2016)
- Ferrari Vision Gran Turismo (2022)

## Modèles d'exception
- Ferrari 330 GT 2+2 Drogo Coupe (1966)
- Ferrari 365 GT Speciale (1969)
- Ferrari 288 GTO Evoluzione (1985)
- Ferrari Testarossa Spyder (1986)
- Ferrari Testarossa F90 Speciale (1988)
- Ferrari F40 Competizione (1989)
- Ferrari 456 Venice (1992)
- Ferrari Conciso (1993)
- Ferrari FX (1996)
- Ferrari F50 GT (1996)
- Ferrari Modena Koenig (1999)
- Ferrari 355 Challenge Twin Training (1999)
- Ferrari Superamerica F1 (2005)
- Ferrari 575 GTZ (2006)
- Ferrari FXX (2006)
- Ferrari FXX Evoluzione (2008)
- Ferrari 599XX (2010)
- Ferrari 599XX Evo (2012)
- Ferrari FXX K (2014)
- Ferrari FXX K Evo (2017)

## One-offs et Special Projects
- Ferrari 360 Barchetta (2000) - basée sur la Ferrari 360 Spider
- Ferrari 612 Kappa (2006) - basée sur la Ferrari 612 Scaglietti
- Ferrari SP1 (2008) - basée sur la Ferrari F430
- Ferrari P 540 Superfast Aperta (2009) - basée sur la Ferrari 599 GTB Fiorano
- Ferrari 612 GTS Pavesi (2010) - basée sur la Ferrari 612 Scaglietti
- Ferrari Superamerica 45 (2011) - basée sur la Ferrari 599 SA Aperta
- Ferrari SP12 EC (2012) - basée sur la Ferrari  458 Italia
- Ferrari SP30 Arya (2013) - basée sur la Ferrari 599 GTO
- Ferrari SP FFX (2014) - basée sur la Ferrari FF
- Ferrari F12 TRS (2014) - basée sur la Ferrari F12 Berlinetta
- Ferrari Sergio (2014) - basée sur la Ferrari 458 spider Speciale A
- Ferrari SP America (2014) - basée sur la Ferrari F12 Berlinetta
- Ferrari F60 America (2014) - basée sur la Ferrari F12 Berlinetta
- Ferrari F12 Berlinetta SG50 Edition (2015) - basée sur la Ferrari F12 Berlinetta
- Kode57 (2016) - basée sur la Ferrari 599 GTB Fiorano
- Ferrari J50 (2016) - basée sur la Ferrari 488 Spider
- Ferrari SP275 RW Competizione (2016) - basée sur la Ferrari F12 Berlinetta
- Ferrari 458 MM Speciale (2016) - basée sur la Ferrari  458 Speciale
- Ferrari SP38 (2018) - basée sur la Ferrari 488 GTB
- Ferrari  SP3JC (2018) - basée sur la Ferrari F12tdf
- Ferrari P80/C (2019) - basée sur la Ferrari 488 GT3
- Ferrari Omologata (2020) - basée sur la Ferrari 812 Superfast
- Ferrari BR20 (2021) - basée sur la Ferrari GTC4Lusso[2]
- Ferrari SP48 Unica (2022) - basée sur la Ferrari F8 Tributo
- Ferrari SP51 (2022) - basée sur la Ferrari 812 GTS
- Ferrari KC23 (2023) - basée sur la Ferrari 488 GT3 Evo
- Ferrari SP-8 (2023) - basée sur la Ferrari F8 Spider

## Série Icona
- Ferrari Monza SP1 et SP2 (2018)[3]
- Ferrari Daytona SP3 (2021)[4]

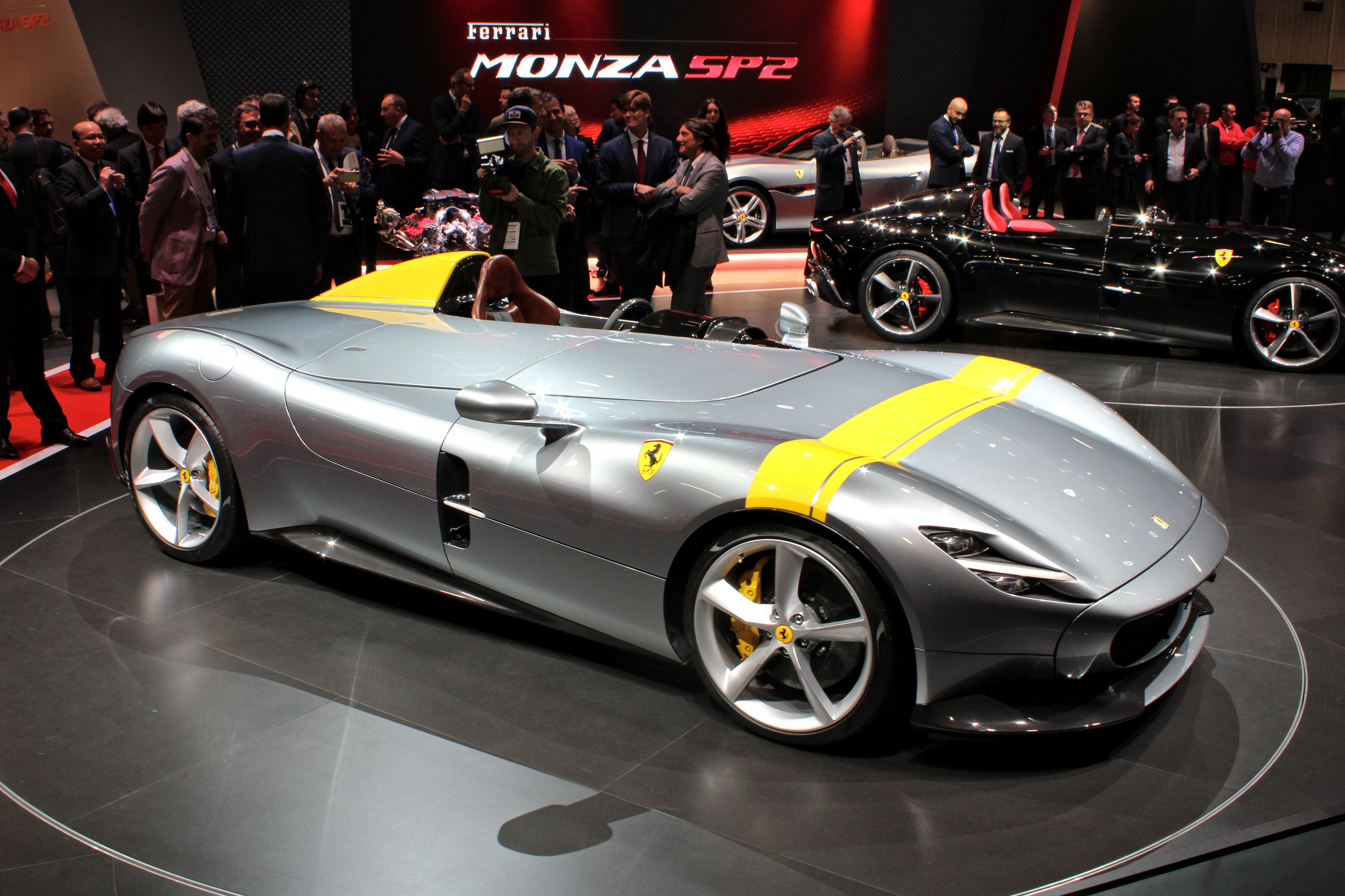
Ferrari Monza SP1.
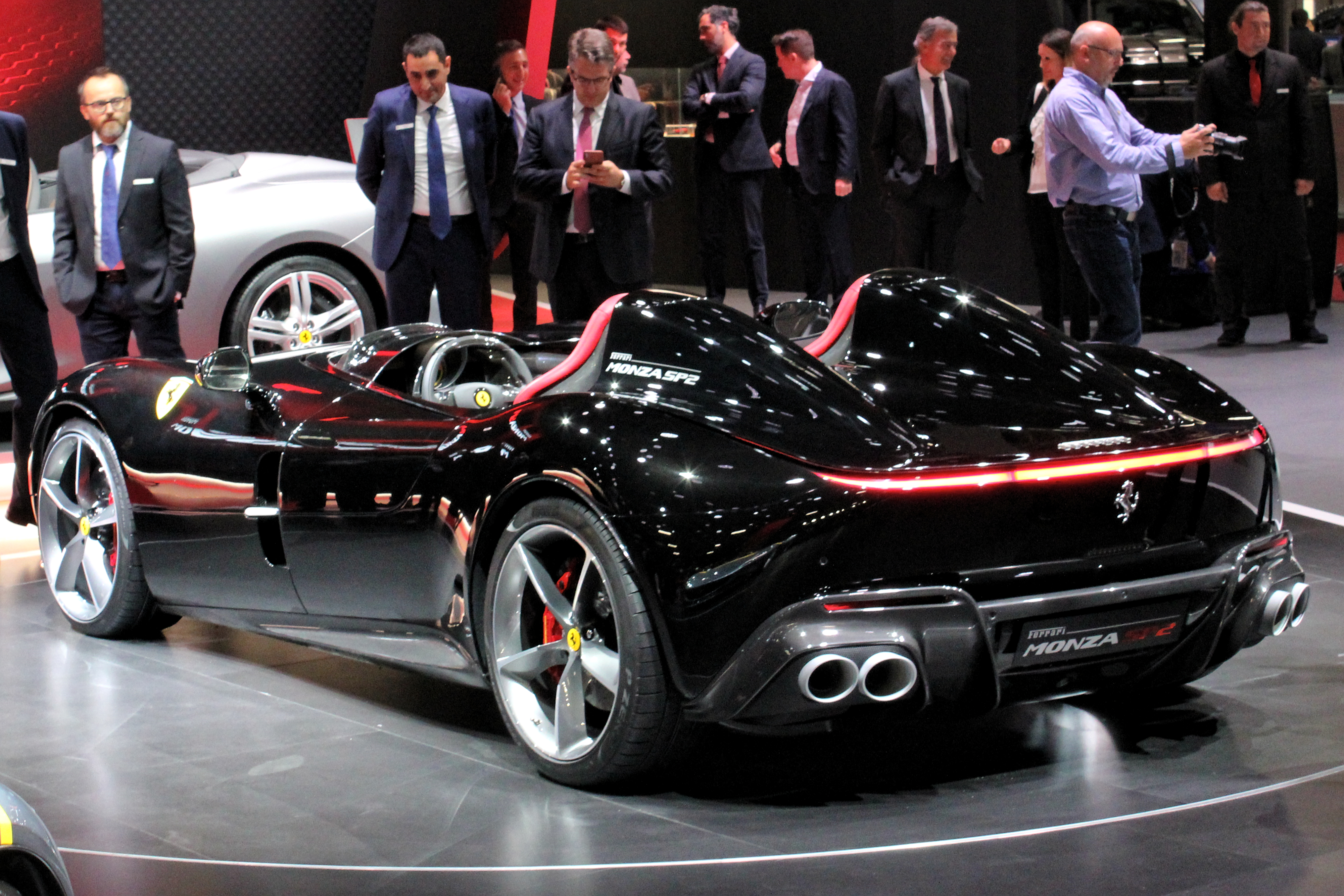
Ferrari Monza SP2.
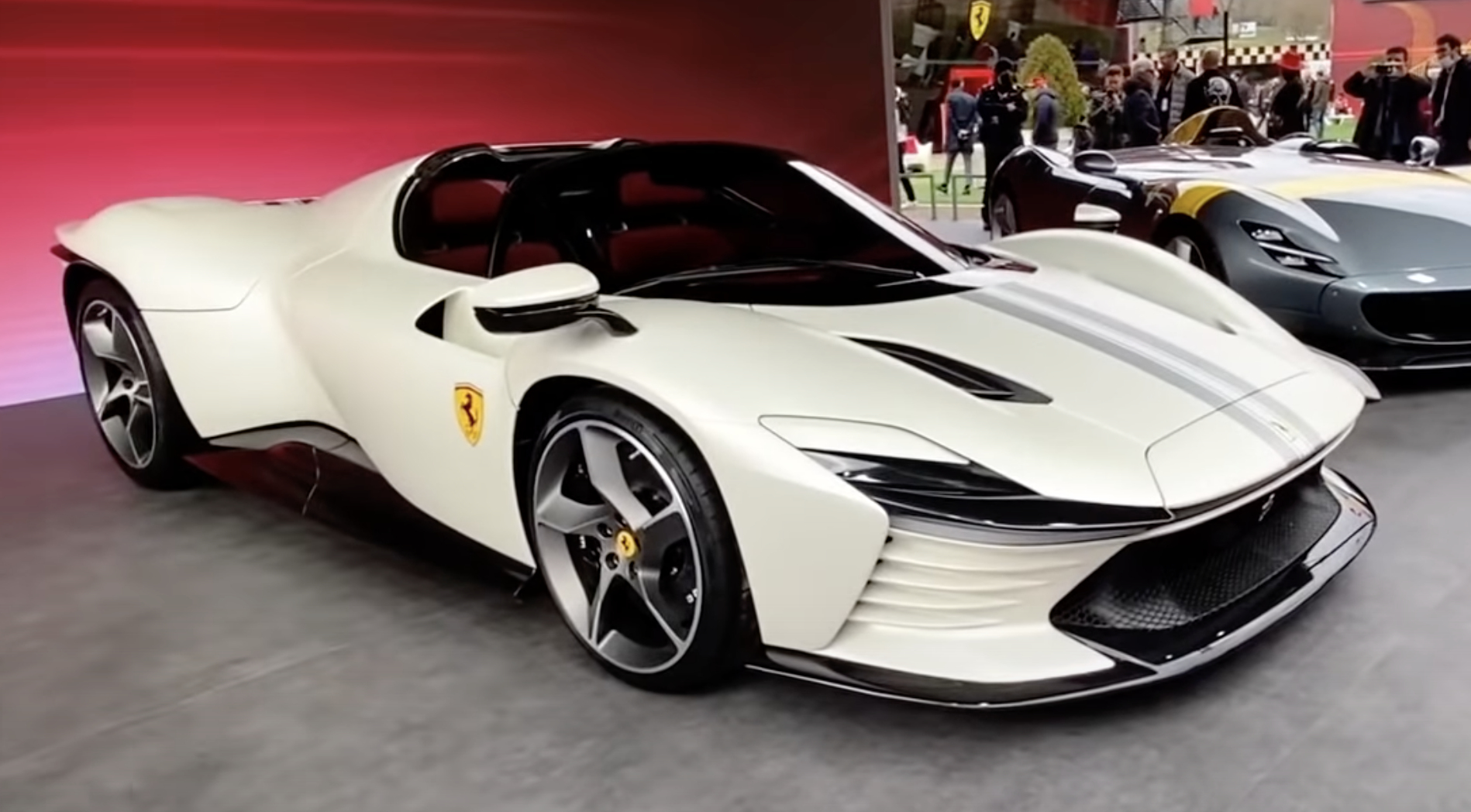
Ferrari Daytona SP3.